# Сен-Жюльен-сюр-Калон
Сен-Жюлье́н-сюр-Кало́н (фр. Saint-Julien-sur-Calonne) — коммуна во Франции, находится в регионе Нижняя Нормандия. Департамент коммуны — Кальвадос. Входит в состав кантона Пон-л’Эвек. Округ коммуны — Лизьё.
Код INSEE коммуны — 14601.

## Население
Население коммуны на 2010 год составляло 190 человек.
| 1962 | 1968 | 1975 | 1982 | 1990 | 1999 | 2010 |
| ---- | ---- | ---- | ---- | ---- | ---- | ---- |
| 251  | 211  | 188  | 199  | 212  | 189  | 190  |

## Экономика
В 2010 году среди 119 человек трудоспособного возраста (15—64 лет) 89 были экономически активными, 30 — неактивными (показатель активности — 74,8 %, в 1999 году было 71,7 %). Из 89 активных жителей работали 82 человека (42 мужчины и 40 женщин), безработных было 7 (2 мужчин и 5 женщин). Среди 30 неактивных 4 человека были учениками или студентами, 14 — пенсионерами, 12 были неактивными по другим причинам.